# Rudolf Stange (Designer)
Rudolf Stange (* 2. Februar 1938 in Hohenmölsen) ist ein deutscher Industriedesigner und Maler.

## Leben und Werk
Stange interessierte sich schon in der Grundschulzeit für Malen und Zeichnen. Von 1956 bis 1958 absolvierte eine Lehre als Gebrauchswerber. Danach studierte er bis 1963 an der Hochschule für industrielle Formgestaltung Halle – Burg Giebichenstein Formgestaltung. Von 1963 bis 1967 war er dort künstlerisch-wissenschaftlicher Mitarbeiter. Ab 1968 arbeitete er in Naumburg freischaffend als Industrieformgestalter. Ab 1973 war er auch Lehrbeauftragter an der Ingenieurschule für Lederverarbeitung Weißenfels.
Stange entwarf u. a. das Design des Autodrehkrans 125 und verschiedener industrieller Schweißgeräte. Sieben Mal erhielten sein Design für Maschinen und elektrische Haushaltsgeräte das Prädikat „Gestalterische Spitzenleistung“, und 1990 wurde Stange für sein Gesamtwerk mit dem Händelpreis geehrt. Er war bis 1990 Mitglied des Verbands Bildender Künstler der DDR.
Insbesondere seit dem Erreichen des Rentenalters widmet sich Wenzel vor allem der Malerei.
Stange ist Mitglied des Gemeindekirchenrates der Stadtkirche St. Wenzel und arbeitete ab 1990 bei deren Sanierung als Bauleiter.

## Ausstellungen (unvollständig)

### Einzelausstellungen
- 2001: Naumburg, Wenzelskirche
- 2005: Zeitz, Amtsgericht (Aquarelle und Pastelle)[1]

### Ausstellungsbeteiligungen
- 1972 bis 1988: Dresden, VII. bis X. Kunstausstellung der DDR (Design)
- 1974 und 1979: Halle/Saale, Bezirkskunstausstellungen (Design)
- 2002: Merseburg, Kulturhistorisches Museum, 3. Triennale. Kunstausstellung Sachsen-Anhalt Süd
- 2005/2006: Weißenfels, Museum Weißenfels im Schloss Neu-Augustusburg, 4. Triennale. Kunstausstellung Sachsen-Anhalt Süd